# ألين إليوت
ألين إليوت (بالإنجليزية: Allen Elliott)‏ هو لاعب كرة قاعدة أمريكي، ولد في 25 ديسمبر 1897 في سانت لويس في الولايات المتحدة، وتوفي بنفس المكان في 6 مايو 1979.

## وصلات خارجية
- ألين إليوت على موقعبيزبول رفرنس.كوم (الدوري الرئيسي) (الإنجليزية)